# Скерсис, Виктор Атанасович
Виктор Атанасович Скерсис (5 июля 1956, Москва) — художник, теоретик, представитель аналитической ветви Московского концептуализма. Принимал участие в становлении Соц-арта; работал в составе групп «Гнездо», СЗ(SZ), Купидон, Эдельвейс, Царь Горы, Бестиарий, Совы. Наиболее известные произведения – «Адам и Ева» (1973 – 1974, Государственная Третьяковская Галерея), «Коммуникационная труба» (1974, в составе группы «Гнездо», Государственная Третьяковская Галерея), «Железный занавес» (1976, в составе группы «Гнездо», ГЦСИ, Москва) и др.

## Биография
С 1970 по 1973 Скерсис учился в мастерской художников Александра Меламида и Виталия Комара. В это время Комар и Меламид работали над концепцией эклектизма, одним из приложений которой был Соц-Арт. Концепция эклектизма подразумевала нестандартное отношение художника к искусству, требовала перехода от формирования художником «своего» уникального стиля к работе над конкретными, часто не связанными между собой концептуальными проектами. Зимой 1973 – 1974 гг. Комар и Меламид готовили первую (несостоявшуюся) выставку соц-арта. На выставку Виктор Скерсис представил две работы: «Пионерки» (1973, частная коллекция) и «На посту» (1973).
В 1974 году Виктор Скерсис начинает работать совместно с Геннадием Донским. В начале 1975 к ним присоединяется Михаил Рошаль. В сентябре 1975 года группа «Донской, Рошаль, Скерсис» участвует в выставке художников нонконформистов в Доме Культуры ВДНХ СССР. На выставке была представлена акция-хэппенинг «Высиживание Духа», она же «Высиживайте яйца!», она же «Гнездо». После этой акции группа становится известной как группа «Гнездо». Хэппенинг «Гнездо», одна из первых со времён Футуристов художественная акция, проведённая в реальном неконтролируемом пространстве современного города, ознаменовала возвращение традиций авангарда на Российскую, тогда Советскую, художественную сцену. Другие знаковые произведения группы «Гнездо»: «Термография А. М. Горького» (1975), «Искусство в массы!» (1978), «Минута недышания (В защиту окружающей среды)» (1978).

В 1979 году группа «Гнездо» распалась. Скерсис начинает работать самостоятельно. Он переосмысливает процесс работы над конкретным концептуальном проектом как процесс построения модели какой-то части искусства. Создаются следующие модели: концепция смысловых проекций – помещение объекта в отстранённое смысловое поле названия произведения («Ку-ку, пупсик!», 1979), генерирование ошибки («К-Н-И-Г-А», 1979), смысловая интерференция («Стул, завёрнутый в стулья», 1979), необразная слабовербализуемая индукция («Провод», 1979, Машина «Понимание», 1979).
В 1980 Виктор Скерсис начинает работать с Вадимом Захаровым, образуется группа СЗ (Скерсис-Захаров). Важным достижением группы СЗ было введение понятия «Деятельность». Деятельность – это форма акции, не ограниченная во времени. К понятию «Деятельность» СЗ пришли, моделируя процеcсы развития искусства с точки зрения увеличения степени свободы, доступной в различных видах искусства. Так, рассматривая живопись, можно заметить, что ситуация очень патриархальна: невидимый художник вещает через картину, а зритель, находящийся в строго ограниченном пространстве непосредственно перед картиной, – пассивно воспринимает. В случае скульптуры или инсталляции зритель может передвигаться вокруг или внутри произведения. В случае перформанса появляется ранее отсутствующий художник, который совершает действия в контролируемом пространстве и в соответствии со сценарием. В случае хэппенинга сценарий отсутствует, акция во многом спонтанна и происходит в реальном и неконтролируемом пространстве. И, наконец, в случае деятельности снимаются временные ограничения. Деятельность – это неограниченная во времени часть реальной жизни. Действия и художника и зрителя могут быть спонтанными или предписанными, они могут проходить в контролируемом или неконтролируемом пространстве, сами роли художника и зрителя могут быть взаимозаменены или отменены вовсе.
В деятельности неизвестно, где конкретное произведение начинается, где заканчивается, а где происходит нечто, не имеющее к нему отношения. Соответственно, само понятие «произведение» размывается и теряет актуальность, что позволяет вниманию художника переключиться с производства предметов на работу с процессами, формирующими искусство. Принципиально меняется модель поведения: вместо «художник, рисующий картину в своей мастерской», появляется «художник, погружённый в среду».
В 1984 году Виктор Скерсис выезжает в США. Пытаясь интегрироваться в местную художественную ситуацию, на основе интерференционной модели искусства Скерсис создаёт модель «Сетка». Эта серия работ построена на совмещении (интерференции) Восточного орнамента и Западного экспрессионизма. Орнаментальные росписи Восточных мечетей и интерьеров построены на симметрии и повторах, поэтому каждая линия, которую делает художник, предопределена и тавтологична, что во многом отражает философское понимание цикличности, предопределённости жизни и вечности. В экспрессионизме же, напротив, сиюминутная спонтанность и неопределённость являются определяющими («Времена года», 1984).
В конце 1985 года художник попал в тяжёлую автомобильную аварию. После ряда операций ему пришлось заново учиться ходить. В это время у него происходит переоценка отношения к жизни и искусству. Концептуальные размышления об искусстве выглядят неактуальными. Художник говорит о неприятии самой идеи того, что произведение должно кому-то нравиться, и уверенности в том, что искусство должно быть нужным. Он приходит к выводу, что качество произведения искусства зависит от его утилитарности. В течение следующих двадцати лет художник почти исключительно занимается медицинской иллюстрацией («Лопатка хирургическая», 1989; «Искусственные суставы руки», 1993).
С середины 2000-х Скерсис всё чаще возвращается в Россию. Восстанавливаются старые связи. Возобновляется интерес к теоретическим основам искусства.
В 2008 году после смерти одного из членов группы Гнездо, Михаила Рошаля, в Государственном центре современного искусства в Москве была организована ретроспективная выставка работ и опубликована книга о деятельности группы «Гнездо». Работа над выставкой и книгой приводит к ревизии позиции В. Скерсиса по отношению к искусству в целом. Основываясь на концепции парадигм Томаса Куна, Скерсис приходит к выводу о нормализации состояния современного искусства. Он полагает, что набор референционных фактов, установок и методов, разработанных и приведших к Великим открытиям в искусстве конца XIX – начала XX веков, потерял свою эффективность и требует пересмотра. Скерсис приходит к выводу, что для дальнейшего развития нужно пересмотреть фундаментальные референционные факты, установки, и методы, что в свою очередь требует описания современного видения того, что мы понимаем под искусством.
В 2008 году при поддержке ЦТИ «Фабрика» Виктор Скерсис публикует работу «Аспекты метаискусства». (М., Ад Маргинем, 2008). В «Аспектах Метаискусства» высказывается мнение, что существуют три ветви Московского концептуализма: Литературная ветвь (И. Кабаков, Э. Булатов, О. Васильев, Л. Рубинштейн, Д. Пригов, В. Сорокин и др.), Индукционная ветвь (почти исключительно это группа Коллективные действия) и Аналитическая ветвь (группа Комар/Меламид, группа «Гнездо», Н. Абалакова и А. Жигалов, Ю. Альберт, группа СЗ и др.). По аналогии с метаматематикой, исследующей основы математики, Скерсис вводит понятие «Метаискусство». Метаискусство – это метадисциплина, состоящая из всех и любых суждений об искусстве. Вводится понятие фрагмы – однородной смысловой области, обусловливающей дедукцию. Вводится понятие метафрагмальных смысловых преобразований, обусловливающих рождение новых смыслов и/или переход от одного смысла к другому. Предполагается, что метафрагмальные смысловые преобразования являются основой творчества («Латеральные смысловые преобразования», 2007). Постулируются основные понятия Аналитического концептуализма: фундаментальный вопрос Дюшана, закон Джадда, критерий Кошута, парадокс Скерсиса и др. Аналитический концептуализм получает своё название и определяется как дисциплина, занимающаяся моделированием структур и процессов искусства.
В ноябре 2014 года в МГУ им. М. Ломоносова на VI Овсянниковской международной эстетической конференции, посвящённой философии современного искусства, Виктор Скерсис выступил с докладом об Аналитическом концептуализме (Analytical Conceptualism, 2014). В докладе была выдвинута теория страт – уровней структуры искусства. Скерсис замечает, что искусство не сводимо лишь к конкретным произведениям. Рассматривая искусство, мы пользуемся определёнными масштабами: Произведение (например, «Лилии» Клода Моне); Художник, создающий ряд произведений (например, Клод Моне); Течение, состоящее из ряда художников (например, Импрессионисты); Сцена (например, Париж, конец девятнадцатого века); Общая история искусств. Скерсис замечает, что в каждом масштабе структура искусства выглядит по-разному, поскольку составляющие его элементы различны, соответственно: объекты, личности, коллективы, сцены, процессы эволюции и взаимодействия сцен. По его мнению, к середине 1970-х парадигма модернизма нормализовалась, а постмодернизм – это просто поздняя стадия модернизма, поэтому концептуально новых идей нет и не предвидится.
Выставки Нью Йорка, Москвы или Пекина – однообразны. Основной проблемой Виктор Скерсис считает чрезмерную фиксацию рыночной модели современного искусства на конечном продукте – произведении. Поэтому, с точки зрения развития и инновации, уровень конкретного произведения к настоящему времени концептуально выхолощен. Для дальнейшего развития искусства, по его мнению, следует обратиться к другим уровням: мышлению и деятельности художника, коллективным практикам и т.д.

## Персональные и групповые выставки
- 1973 – 1984 – Участник квартирных выставок, Москва
- 1975 – «Выставка нонконформистов». Дом культуры, ВДНХ, Москвa La Peinture Russe Contemporaire, Palais de Congress, Paris.
- 1977 – La nuova arte sovietica: una prospettiva non ufficiale. La Biennale di Venezia, Venice, Italy
- 1977 – Unofficial Art from the Soviet Union. Institute of Contemporary Art, London
- 1977 – New Art from the Soviet Union. The Art Club of Washington, Washington, D. C.
- 1978 – Aspetti e documentazione degli artisti non conformisti dell’Union Sovietica. Museo Civico di LodiRassegna sul dissenso culturale nell`Est europio. Scuola Art e Mestiert, Aula Magna Scuola cantonale di Commercio, Aula Magna Municipio, Sala Patriziale, Беллинцона, Швейцария
- 1981 – Photography Possibilities (Gnezdo Group). Center of Industrial Design VNIITE, Moscow
- 1981 – 1982 – Russian New Wave. Contemporary Russian Art Center of America, New York City, New York
- 1982 – 1983 – АПТАРТ (совместно с В. Захаровым в группе СЗ; 4 персональные выставки «СЗ»). Квартира Н. Алексеева, Москва
- 1983 – СЗ (совместно с В. Захаровым). Дом культуры, Шаболовская улица, Москва Квартиры Н. Алехеева, И. Чуйкова, Д. Пригова, А. Юликова, Л. Важанова, Г. Кизевальтера, Москва
- 1983 – Групповая выставка. Квартира Ю.Альберта и Н. Столповкой, Москва
- 1983 – «АПТАРТ в натуpе». Платформа Калистово, Московская область
- 1983 – «АПТАРТ за забоpом». Станция Таpасовка, Московская область
- 1984 – AptArt in Tribeca. Contemporary Russian Art Center of America, New York.
- 1985 – No Se No Gallery New York City Washington Project for the Arts, Washington, D. C. Nada Gallery. New York City
- 1986 – Come Yesterday and You’ll Be First. City Without Walls Gallery, Newark, Contemporary Russian Art Center of America, Jersey City, New Jersey, New Museum of Contemporary Art, New York
- 1987 – «Творческая атмосфера и художественный процесс. Первая выставка Клуба Авангардистов». Выставочный зал Пролетарского района на Восточной ул., Москва. Ретроспекция творчества московских художников. 1957–1987. Любительское общество «Эрмитаж», выставочный зал на Профсоюзной ул., 100, Москва
- 1989 – СЗ (совместно с В. Захаровым), Muveszet helyet Muveszet / Art instead of Art. Выставочный зал Mucsarnok, Будапешт, Венгрия
- 1990 – «Братья Карамазовы» (совместно с В. Захаровым в группе СЗ). Sophia Ungers, Кёльн, Германия
- 1990 –1991 –«Другое искусство. Москва 1956 –1976». Государственная Третьяковская галерея, Москва. Государственный Русский Музей, Ленинград
- 1991 – MANI Museum - 40, Moskauer Künstler im Frankfurter Karmeliterkloster. Frankfurt am Main, Germany
- 1992 – The Work of Art in the Age of Perestroika. Phyllis Kind Gallery, Нью-Йорк, США
- 1992 – «Неотносящееся к делу / Irrelevant». L-Gallery, Москва
- 1995 –1996 – Kunst im verborgenen. Nonkonformisten Russland 1957–1995. Wilhelm-Hack-Museum, Ludwigshafen am Rhein; Documenta-Halle, Kassel; Staatliches Lindenau-Museum, Altenburg, Germany; Manege Central Exhibition Hall, Moscow
- 1999 – MG Star. Inspection of Russian Art of the 1990s. Krasnoyarsk, Russia
- 2002 – 40 years of nonconformist art. Central Exhibition Hall, Manezh, Moscow
- 2004 – Berlin–Moskau/Moskau-Berlin 1950 – 2000. Martin-Gropius-Bau, Берлин СЗ (совместно с В. Захаровым).
- 2004 – The Seven Deadly Sins (совместно с В. Захаровым). Moderna Galerija. Ljubljana
- 2005 – «"Сообщники". Коллективные и интерактивные работы в русском искусстве 1960 – 2000». Государственная Третьяковская галерея, Москва
- 2006 –  APTART. 1982 –1984. Е.К.АртБюро, Москва
- 2006 – Квартирные выставки. 1956-1979. Музейный центр РГГУ, Москва
- 2007 – II Московская международная биеннале современного искусства. Москва
- 2007 – Sots Art. Государственная Третьяковская галерея, Москва. La Maison Rouge, Paris
- 2008 – Группа «Гнездо». Государственный центр современного искусства, Москва
- 2008 – The Show Must Go On. Gallery Marina Goncharenko, Москва
- 2008 – «Аспекты метаискусства». ЦТИ «Фабрика», Москва
- 2008 – «Горе от ума». Государственный Литературный музей, Москва
- 2009 – III Московская международная биеннале современного искусства. Москва
- 2009 – «Искусство – это ОГОГО!». Gallery Marina Goncharenko, Москва
- 2009 – «Витя и Зайцы; Фрагма, Прагма, Энигма». Т/о Купидон (совместно с Ю. Альбертом и А. Филипповым), ЦТИ «Фабрика», Москва
- 2009 – «Русский леттризм». Центральный Дом художника, Москва
- 2009 – Коллекция и архив Вадима Захарова. ГЦСИ, Москва
- 2009 – «Show and Tell. Художник и его модель». «Омут» (совместно с А. Филипповым и Ю. Альбертом). Stella Art Foundation, Москва
- 2010 – «Правдами-неправдами / By Hook or by Crook». ЦТИ «Фабрика», Москва
- 2010 – «Ночь музеев. Не игрушки!?» Государственная Третьяковская галерея, Москва
- 2010 – «Концептуализм: здесь и там». Ростов-на-Дону
- 2010 – «Невыносимая свобода творчества, 1975-2010». Дом культура, ВДНХ, Москва
- 2010 – «Поле действий. Московская концептуальная школа в контексте 1970х – 1980х». Фонд «Екатерина», Москва
- 2015 – «Станционный смотритель». Т/о Купидон в составе Ю. Альберт, П. Давтян, В. Скерсис, А. Филиппов. Stella Art Foundation, Москва
- 2017 – «Аллегорическая абстракция». Артель Царь горы в составе Ю. Альберт, П. Давтян, В. Скерсис, А. Филиппов. Московский музей фотографии и мультимедиа (МАММ), Москва
- 2018 – «Аллегорическая абстракция». Артель Царь горы в составе Ю. Альберт, П. Давтян, В. Скерсис, А. Филиппов. Центр современного искусства Арсенал, Нижний Новгород
- 2018 — «Совы – не то, чем они кажутся» (совместно с  Татьяной Шерстюк).  Gallery 21, ЦСИ Винзавод, Москва
- 2019 – «Аллегорическая абстракция». Артель Царь горы в составе Ю. Альберт, П. Давтян, В. Скерсис, А. Филиппов. Пермский музей современного искусства (ПЕРММ), Пермь

## Работы хранятся в собраниях
Государственный центр современного искусства, Москва
Государственная Третьяковская галерея, Москва